# Curry (Alaska)
Curry ist eine aufgegebene Siedlung im Matanuska-Susitna Borough in Alaska. Ein alternativer Name des 169 m hoch gelegenen Ortes ist Deadhorse bzw. Deadhorse Hill.

## Geschichte
Der Ort wird 1916 durch die Vorläufergesellschaft der Alaska Railroad, der Alaskan Engineering Commission, beim Bau der Bahnstrecke als Dead Horse bezeichnet. Angeblich stürzten an dieser Stelle mehrere Pferde den Hang hinab in den Tod, als sie einen Bären erblickten. An dieser Stelle beim Meilenposten 248.5 befand sich ein Stützpunkt zum Bau und zur Unterhaltung der Bahnstrecke. Die AEC errichtete ein Roadhouse (geführt u. a. von Nellie Neal Lawing) und ihr Zentrale für den Bauabschnitt an dieser Stelle. Gleichzeitig begann hier eine 48 Kilometer lange 1,75 %ige Steigung, die die Vorhaltung entsprechender Hilfslokomotiven erforderlich machte. Nachdem das Lager 1922 zu einer Bahnstation ausgebaut wurde, änderte der AEC-Vorsitzende Fredrick Mears den Namen in Curry. Benannt wurde der Ort nach Charles F. Curry, einem Mitglied des Repräsentantenhauses aus California.
Der Streckenposten liegt ungefähr auf halbem Weg zwischen Seward und Fairbanks. Um den Fahrgästen auf der mehrere Tage dauernden Bahnreise eine komfortable Übernachtungsmöglichkeit zu bieten, wurde 1923 gleichzeitig mit der Bahnstrecke das bahneigene Curry Hotel eröffnet. Außerdem wurden ein Lokschuppen und Kraftwerk gebaut. Die Bahngesellschaft versuchte zusätzlich zu den durchreisenden Gäste, auch Mehrtagestouristen für das Hotel zu gewinnen. Deshalb wurde 1924 über den Susitna River eine 164 m lange Fußgänger-Hängebrücke gespannt. Von dort führt eine Wander- und Reitweg auf den nahen Berggipfel mit dem Aussichtspunkt Curry Lookout, von dem eine gute Sicht auf den Denali besteht.
Schnell wurde die Ansiedlung ein beliebtes Ausflugsziel. Am Hotel wurden in den folgenden Jahren ein Drei-Loch-Golfkurs, ein Tennisplatz und ein kleines Schwimmbad errichtet. Am 18. Juli 1926 wurden der Lokschuppen und das Kraftwerk durch einen Brand zerstört. Beim folgenden Wiederaufbau wurden zwei getrennte Gebäude errichtet. 1933 brannte der Lokschuppen erneut. Am 6. Juni 1945 explodierte eine Dampfkessel im Kraftwerksgebäude und zerstörte dieses.
Mit der Errichtung des Mount McKinley Park Hotels Ende der 1930er Jahre begann eine Abwanderung der Gäste. Während des Zweiten Weltkrieges diente das Hotel und die Umgebung als Erholungsort für in Alaska stationierte Soldaten. Nach dem Krieg wurde versucht, die Geschäfte wieder zu beleben. So wurden 1947 ein Ski-Lift, eine Sprungschanze sowie eine Skihütte am Westhang errichtet und es wurden Züge speziell für Angler und Fischer eingesetzt.
Nachdem am 9. April 1957 das Hotel niederbrannte, war das Ende des Ortes besiegelt. Bis 1959 bestand noch ein Fahrkartenschalter. Danach wurde die Ansiedlung aufgegeben. Durch die Bahngesellschaft wurden die Reste des Hotels, die Hängebrücke und der Wasserturm beseitigt.
Heute befindet sich am Ort ein Gleis mit einer abgestellten Schneefräse. Bei Bedarf halten die Züge der Alaska Railroad in Curry. Auch eine Flugzeuglandefläche befand sich auf der östlichen Seite der Siedlung. Oberhalb des Ortes wurde durch die Alaska Railroad von 2006 bis 2008 ein Steinbruch zum Abbau von Schotter erschlossen. Die Verladung erfolgt auf einer neu errichteten Gleisanlage östlich der Bahnstrecke.
Der Skiverein von Anchorage und die Alaska Railroad organisieren seit den 1970er Jahren jährlich einen Skizug nach Curry.
Im Management Plan des Denali State Parks von 2006 ist vorgesehen, die Hängebrücke oder eine andere für Fußgänger nutzbare Verbindung (Handfähre o. ä.) wiederherzustellen und damit eine Wanderwegverbindung zum restlichen Wegenetz im Naturschutzgebiet zu schaffen. Weiterhin ist auch der Bau eines neuen Wartehäuschens am Bahnhalt geplant.

## Lage
Die Bahnstrecke der Alaska Railroad liegt auf dem östlichen Ufer des Susitna River. Das Hotel und die dazugehörigen Gebäude und die Wohnhäuser lagen auf dem Land zwischen der Bahnstrecke und dem Fluss. Auf der anderen Seite der Bahnstrecke lagen die Einrichtungen der Bahngesellschaft (Lokschuppen) sowie später mehrere Armee-Baracken, die ebenfalls als Wohnunterkünfte dienten.

## Verkehrsanbindung
Curry ist nur mit der Alaska Railroad erreichbar. Es führt keine mit Fahrzeugen befahrbare Straße oder Weg in die Siedlung. Während des Zweiten Weltkrieges wurde eine Flugzeug-Landebahn angelegt, die nach Aufgabe des Ortes nicht mehr unterhalten wurde und inzwischen, auch durch neu errichtete Bahnanlagen, nicht mehr nutzbar ist.

## Bevölkerung
Der Ort wurde bei der Volkszählung als unincorporated village geführt. 1930 wurden 91, 1940 45 und 1950 183 im Ort wohnende Personen gezählt. 1958 lebten noch 48 Bewohner in Curry.